# Taiyuan
För andra betydelser, se Taiyuan (olika betydelser).
Taiyuan är en stad på prefekturnivå och huvudstad i Shanxi-provinsen i Kina. Staden hade 2010 4,2 miljoner invånare av vilka 3,4 miljoner bodde i de centrala stadsdistrikten.

## Historia
Staden grundades under namnet Jinyang (晋阳) av Zhaojianzi omkring 500 f.Kr. Den fick sitt nuvarande namn under Qindynastin.
En ny stad grundades 562. Den kom att bindas samman med den gamla staden 733 under Tangdynastin.
Den äldsta byggnaden i staden är Gudinnornas tempel (聖母殿) som ligger inom Jin Ci-komplexet; Det grundlades ursprungligen 1023 och återuppbyggdes 1102. Staden har blivit medvetet översvämmad både 453 f.Kr. och 969, den förstördes genom krig 1125. En stadsmur byggdes 1568.
Taiyuan hade en central betydelse under boxarupproret år 1900, då staden var skådeplats för våldsamma massakrer på både utlänningar och kineser. Efter Qingdynastins fall i Xinhairevolutionen 1911-12 dominerades staden länge av krigsherren Yan Xishan, som kontrollerade Shanxi-provinsen i egenskap av militärguvernör. Under det andra kinesisk-japanska kriget föll staden snabbt i japanska händer och Yan Xishans styrkor jagades ut ur Taiyuan som förblev under japansk kontroll ända fram till krigsslutet.
I början av 1949 erövrades det av kommunistiska styrkor.
Den svenske geologen Erik Nyström var under tidsperioden 1902–1931 (med avbrott) bosatt i Taiyuan, där han var verksam som universitetsläare.

## Geografi
Distriktet har en total yta på 6,988 km² och ligger i den norra delen av loessplatån. I närheten av Taiyuan ligger rika kolgruvor.
Fenfloden, som är en biflod till Gula floden, rinner genom staden från norr till söder. Den är uppdämd på flera platser och bildar stora vattenytor trots relativt begränsat vattenflöde. Över floden går ett antal stora broar.
Genomsnittlig årsnederbörd är 616 millimeter. Den regnigaste månaden är juli, med i genomsnitt 207 mm nederbörd, och den torraste är januari, med 3 mm nederbörd.

## Ekonomi
Staden har en något högre BNP per invånare än genomsnittet för nordkinesiska städer.

## Administrativ indelning
Taiyuan indelas i sex stadsdistrikt, tre härad och en stad på häradsnivå:
- Stadsdistriktet Xinghualing (杏花岭区), 170 km², 530 000 invånare, säte för stadsfullmäktige;
- Stadsdistriktet Xiaodian (小店区), 295 km², 470 000 invånare;
- Stadsdistriktet Yingze (迎泽区), 117 km², 490 000 invånare;
- Stadsdistriktet Jiancaoping (尖草坪区), 286 km², 330 000 invånare;
- Stadsdistriktet Wanbailin (万柏林区), 305 km², 500 000 invånare;
- Stadsdistriktet Jinyuan (晋源区), 287 km², 180 000 invånare;
- Häradet Qingxu (清徐县), 607 km², 300 000 invånare;
- Häradet Yangqu (阳曲县), 2 062 km², 140 000 invånare;
- Häradet Loufan (娄烦县), 1 290 km², 120 000 invånare;
- Staden Gujiao (古交市), 1 540 km², 210 000 invånare.

## Turism
- Chongshan-klostret
- Jinci-templet
- Dubbelpagodstemplet
- Wutaiberget
- Shuanglinklostet

## Högskolor och universitet
- Shanxis universitet
- Taiyuans tekniska universitet (太原理工大学)
- Taiyuans vetenskapsuniversitet (太原 ??)
- Taiyuans lärarhögskola (太原师范学院)
- Norra Kinas vetenskaps- och teknikuniversitet (华北工学院)
- Shanxis jordbruksuniversitet (山西农业大学)
- Shanxis sjukvårdsuniversitet (山西医科大学)
- Shanxi högskola för traditionell kinesisk medicin- och sjukvård (山西中医学院)
- Shanxis finans- och ekonomiuniversitet (山西财经大学)